# Bilma
Bilma est une ville oasis du nord-est du Niger. Elle fut une étape dans le commerce transsaharien au Moyen Âge.

## Géographie
Bilma est une commune urbaine du département de Bilma, dans la région d'Agadez au Niger.

C'est le chef-lieu de ce département.

### Situation
Bilma est située à environ 570 km au nord-est d'Agadez, et à 1 300 km au nord-est de Niamey la capitale du pays
.
|       | Dirkou   |       |
| Fachi | Bilma    | Tchad |
|       | N'Gourti |       |

### Climat
Bilma connaît un climat désertique chaud (classification de Köppen BWh), extrêmement aride, au domaine hyper-aride avec des précipitations annuelles presque nulles, typique du Ténéré, une région désertique situé dans la zone saharienne hyper-aride au cœur du plus grand désert chaud au monde. Le climat est ultra chaud (près de 28 °C de moyenne annuelle) : l'été est torride, très long, la température atteignant couramment 40 - 45 °C sur une période de cinq à sept mois en moyenne; l'hiver est chaud, même inexistant mais le thermomètre est déjà descendu en dessous de 0 °C la nuit en janvier par le passé, cela reste cependant très exceptionnel. La température du jour tombe rarement en dessous de 45 °C en juin, mois le plus chaud. Le Ténéré est aussi la partie du Sahara où l'amplitude thermique moyenne diurne est la plus élevée, la moyenne annuelle de cet écart approchant 20 °C. Les journées sont toujours toujours très chaudes et très ensoleillées. La durée moyenne annuelle de l'insolation y est supérieure à 4 000 h par an et les précipitations moyennes annuelles sont environ de 12 mm mais possèdent une grande variabilité inter-annuelle. De plus, le degré hygrométrique de l'air au Ténéré est excessivement faible, se situant entre 15% et 20% en moyenne par an et l'air y est encore plus sec que le reste du Sahara. C'est une des régions plus chaudes, les plus arides et les plus ensoleillées au monde.
| Mois                              | jan. | fév. | mars | avril | mai  | juin | jui. | août | sep. | oct. | nov. | déc. | année |
| --------------------------------- | ---- | ---- | ---- | ----- | ---- | ---- | ---- | ---- | ---- | ---- | ---- | ---- | ----- |
| Température minimale moyenne (°C) | 8,7  | 11,4 | 14,5 | 20,1  | 24,1 | 25,3 | 25,5 | 26,6 | 23,6 | 19,5 | 12,2 | 8,3  | 18,32 |
| Température moyenne (°C)          | 18,2 | 21,7 | 24,9 | 30,4  | 33,5 | 35,1 | 34,3 | 34,4 | 32,7 | 29,3 | 22,7 | 18,5 | 27,93 |
| Température maximale moyenne (°C) | 27,7 | 31,9 | 35,3 | 40,6  | 42,8 | 44,9 | 43   | 42,1 | 41,8 | 39,1 | 33,1 | 28,7 | 37,53 |
| Précipitations (mm)               | 0    | 0    | 0    | 0     | 0    | 0    | 1,8  | 2,2  | 7,4  | 0,9  | 0    | 0    | 12,3  |
| Humidité relative (%)             | 17   | 14   | 12   | 10    | 11   | 13   | 18   | 24   | 16   | 14   | 15   | 19   | 15,3  |

## Population
La population de la commune urbaine était estimée à 6 481 habitants en 2011,. Le fait que la ville fasse partie du Réseau des villes secondaires de l'UEMOA composé de ville ayant entre au moins 70 000 et 1,5 million d'habitants (sauf Tiebissou qui en aurait plutôt 20 000) fait penser que la démographie de Bilma est peut-être largement sous-estimée.

## Économie
Depuis des siècles, l'extraction du sel des salines environnantes constitue la principale activité des 6 000 habitants de Bilma. La production de sel destiné à l'alimentation des animaux était estimée à 20 700 tonnes annuelles en 2013 et celle du sel de cuisine de 12 000 tonnes
.
Cependant cette activité est menacée par l'avancée du sable sur le sol argileux des salines et l'enclavement de la ville qui provoque un surcoût conséquent puisque le sel ne peut être transporté que par dromadaires. Ainsi les caravaniers achetaient, en 2013, la galette de sel de deux kilogrammes à 100 francs CFA (environ 0,2 dollar US) et la revendaient à 500 francs (un dollar) à Agadez (la principale ville de la région, au nord).

### Transport et communication
La ville de Bilma est à l'écart des grandes routes. L'aéroport le plus proche est celui de Dirkou, à 35 km au nord.

## Histoire

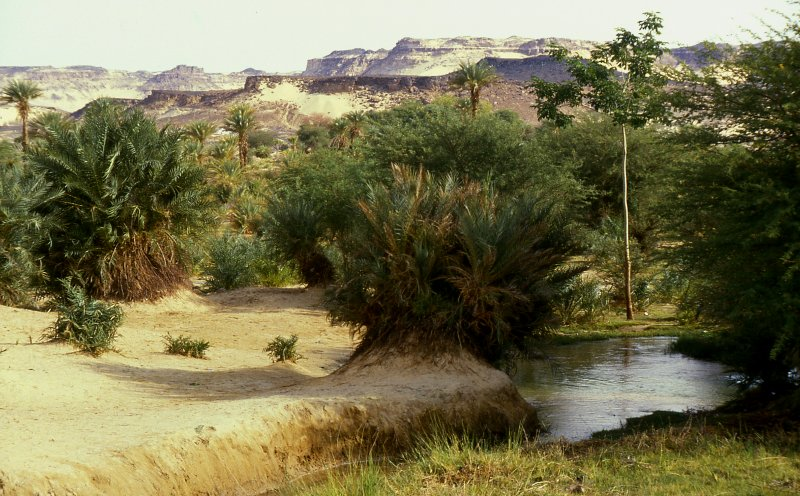
Oasis de Bilma, avec l'escarpement de Kaouar en arrière-plan : un vestige de la période du « Sahara vert ».

La grande richesse de Bilma a été constituée par les sources de Timero, Tchi-intchiyé, Aboubou, Tchololo et leurs salines environnantes. La présence de l'eau permet d'une part la possibilité de riches plantations de dattiers, et d'autre part le commerce du sel gemme. Ce commerce transsaharien a perduré pendant des siècles, et persiste encore aujourd'hui.
L'isolement de Bilma en a fait la destination des fonctionnaires en disgrâce sous le régime autoritaire de Seyni Kountché. Une prison y est installée. Des personnalités politiques aussi y ont été détenues dans les années 1980, comme Elhadji Adily Toro, Sanoussi Tambari Djakou, actuel président du PNA-Al Ouma, un parti politique du Niger. Plus récemment l'isolement de la ville a aussi aidé à des pratiques frauduleuses de la part des autorités politiques locales, à tel point que son conseil municipal a été dissout en juin 2017. Il faut dire que la municipalité fait l'objet d'un regain d'attention dans un contexte de découverte de gisements d'or dans la vallée de Djado et de déstabilisation militaire à la suite de la chute de Kadhafi dans la Libye voisine.

## Culture et patrimoine
Bilma a été une des principales villes des Kanouris et un riche carrefour de caravanes. De l'ouest, la traversée transsaharienne réalisée par des caravanes de dromadaires, appelée Azalaï, durait 25 jours depuis Agadez à travers les dunes du Ténéré. Les Touaregs y apportaient des produits du sud, mil, or, des esclaves aussi et en rapportaient du sel et des dattes, à dos de chameau.
Le film de Nathalie Borgers Vents de sable, femmes de roc en donne une illustration contemporaine intéressante.

## Personnalités notables
- Fadjimata Sidibé, 1955-[8]